# Гоночный автомобиль

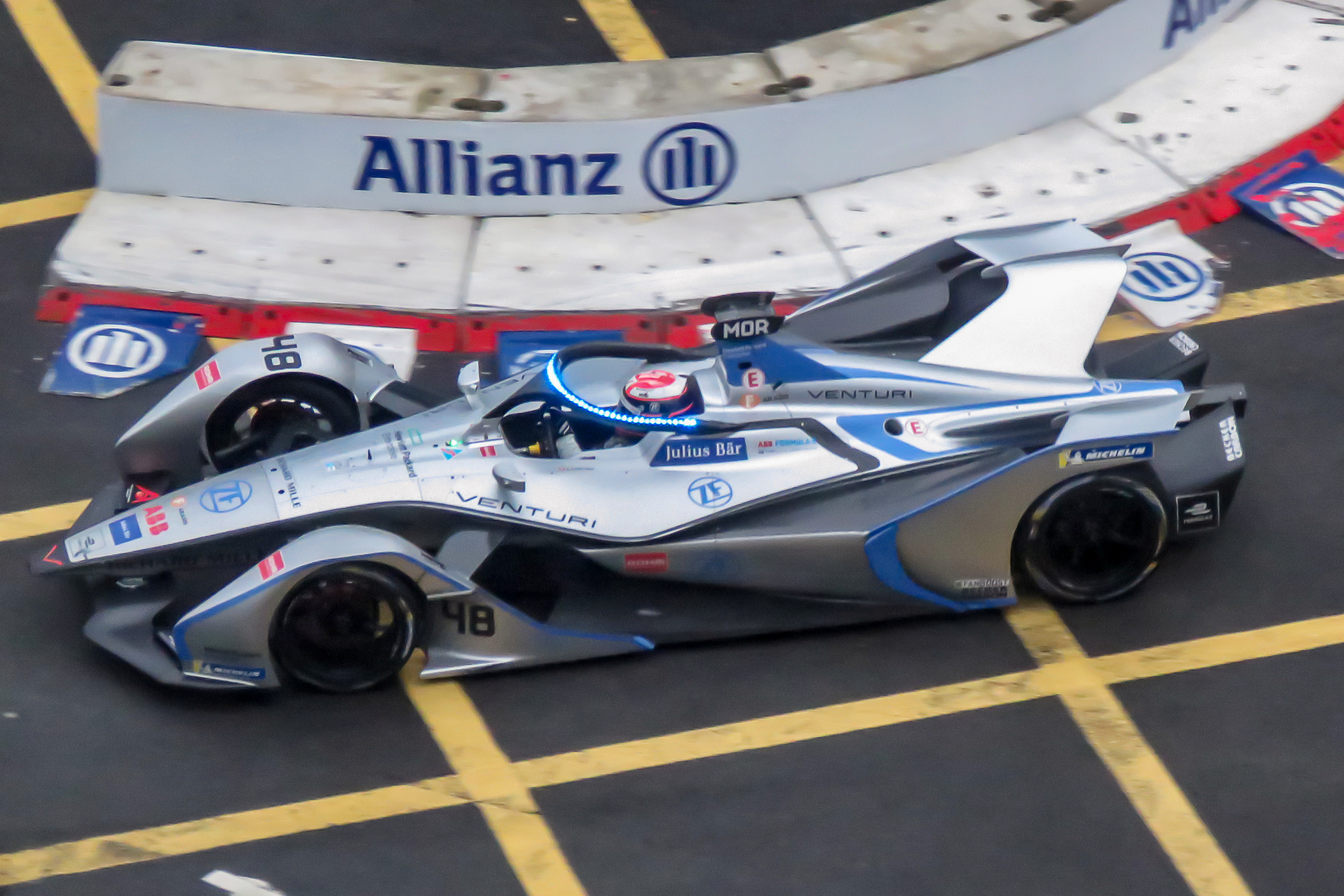
Современный гоночный электромобиль с открытыми колёсами (Формула E)

Гоночный автомобиль (иногда болид) — автомобиль, сконструированный и построенный специально для автомобильных соревнований (как для массовых гонок, так и для установления рекордов скорости). В отличие от серийных шоссейных спортивных автомобилей, гоночные имеют максимально облегчённый кузов, в котором отсутствуют многие важные узлы управления и безопасности. Данные автомобили, как правило, не допускаются на дороги общего пользования.
Гоночные автомобили, в отличие от обычных серийных легковых автомобилей, созданы не для перевозки пассажиров, а для соревнований, для выяснения технических возможностей автомобиля и его вождения.
Участие в гонках требует от таких автомобилей высоких скоростных и аэродинамических характеристик. Гоночные автомобили имеют большую мощность двигателя, небольшой вес; соответственно, они могут быстро ускоряться и достигать высоких скоростей, а также устойчиво проходить виражи (если это автомобили, участвующие в кольцевых гонках).
Гоночные автомобили выпускаются как спортивными подразделениями больших автостроительных концернов (как, например, AMG у концерна Daimler-Benz), так и небольшими частными компаниями, созданными для постройки одной-единственной модели. Как правило, такие компании конструируют только кузов автомобиля и некоторые его узлы, а самую важную и сложную в производстве часть — двигатель — им поставляют большие автостроительные фирмы.

## Виды гоночных автомобилей

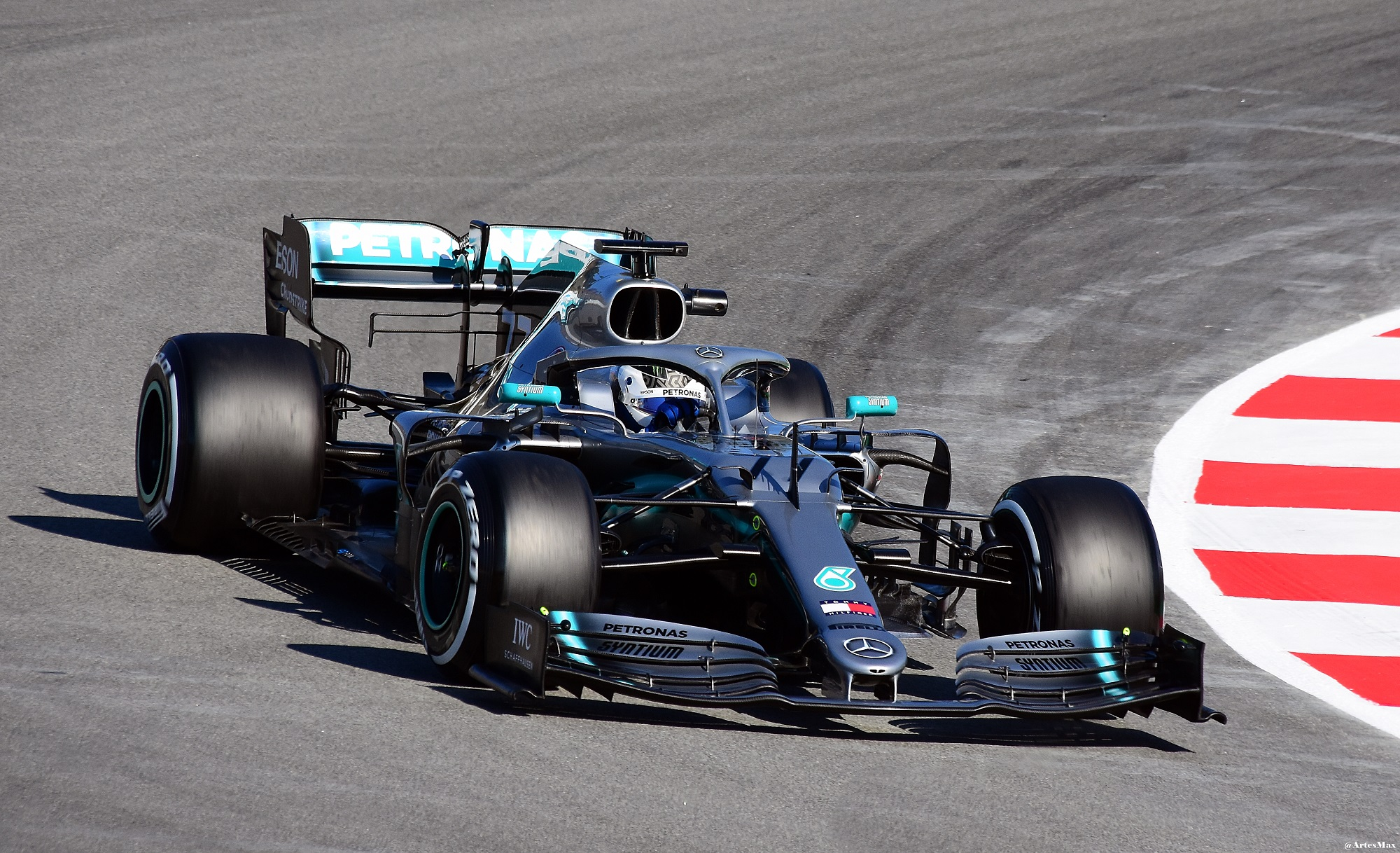
Гоночный автомобиль с открытыми колёсами, формула (F1). Валттери Боттас за рулём автомобиля команды Mercedes, 2019 год
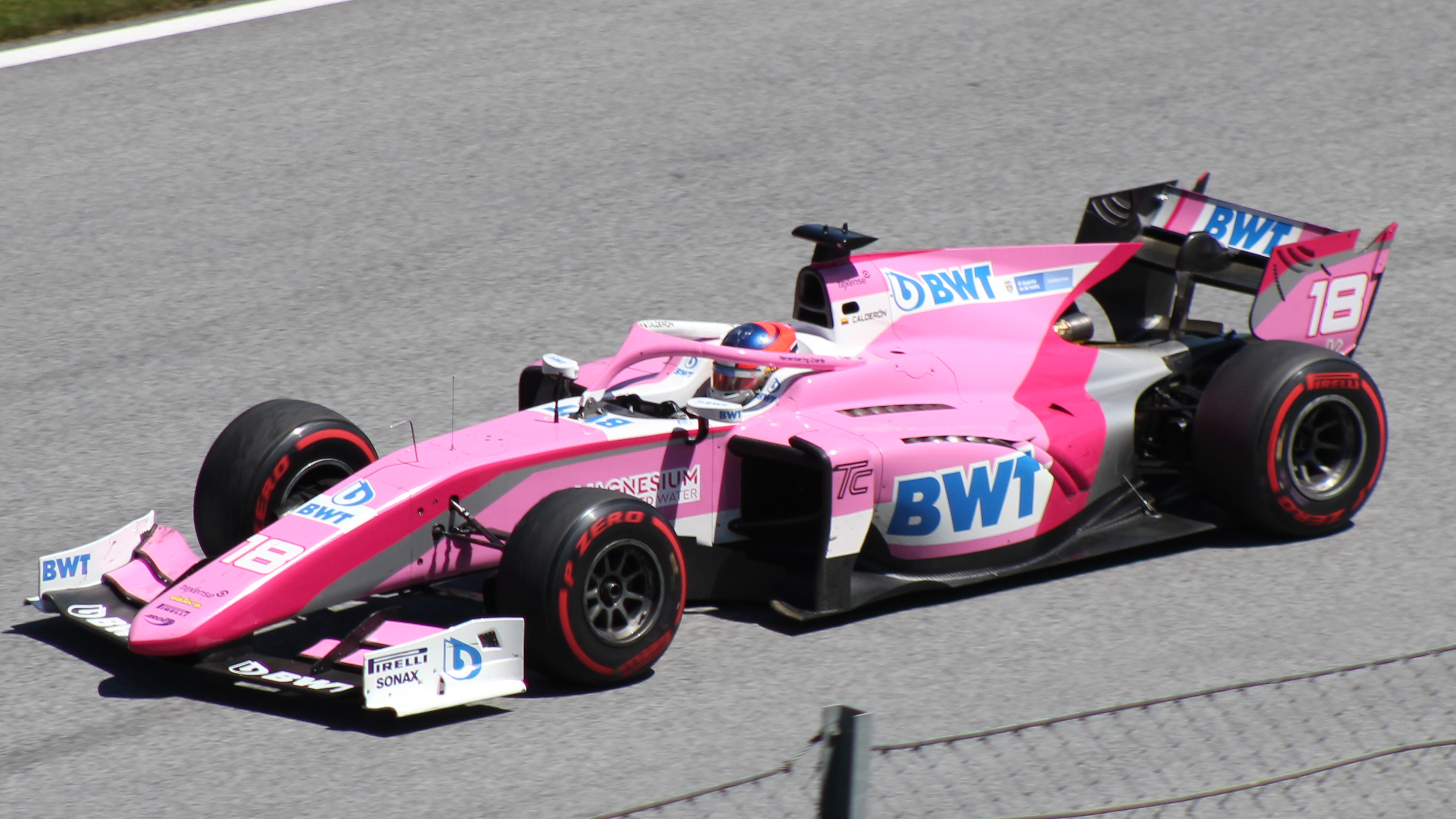
Гоночный автомобиль с открытыми колёсами, формула (F2). Татьяна Кальдерон за рулём автомобиля команды BWT Arden, 2019 год
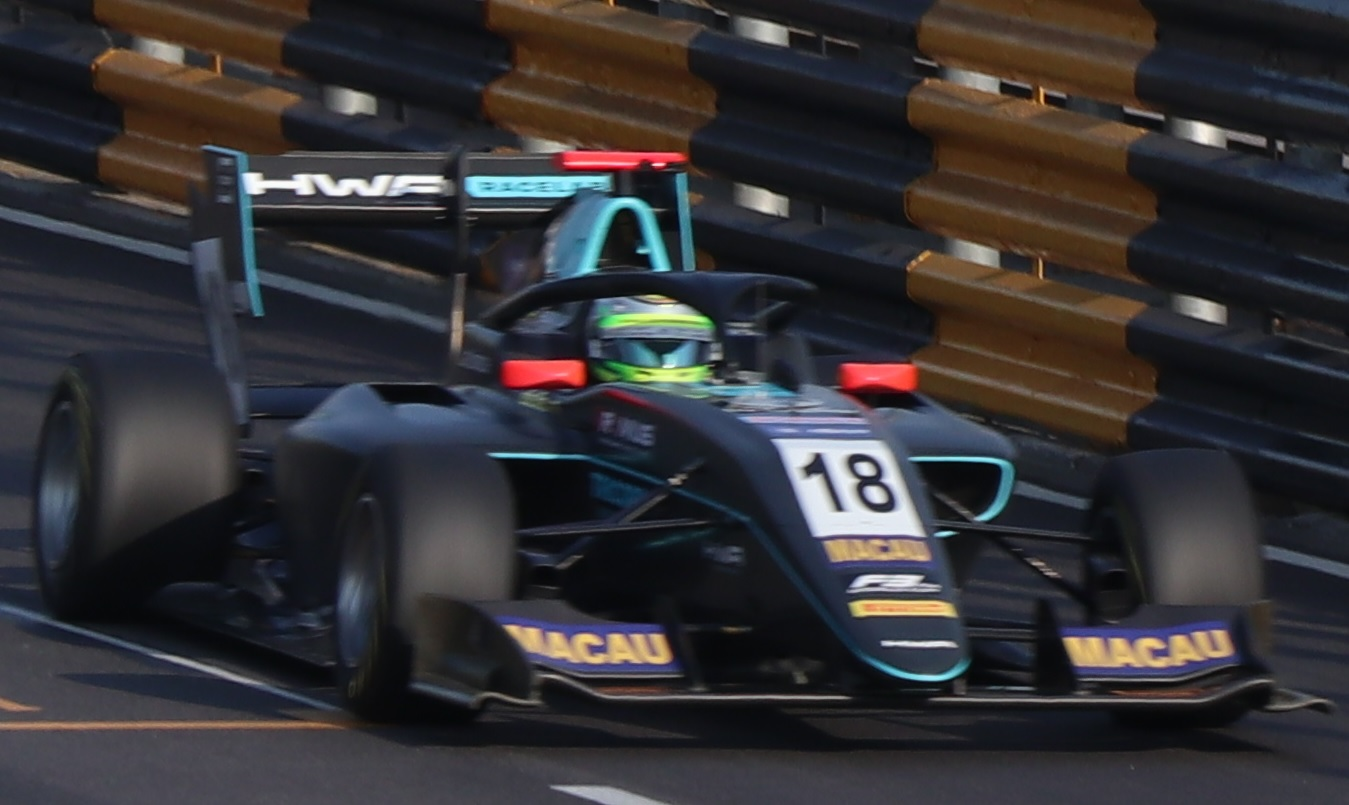
Гоночный автомобиль с открытыми колёсами, формула (F3). София Флёрш за рулём автомобиля команды HWA Team, 2019 год
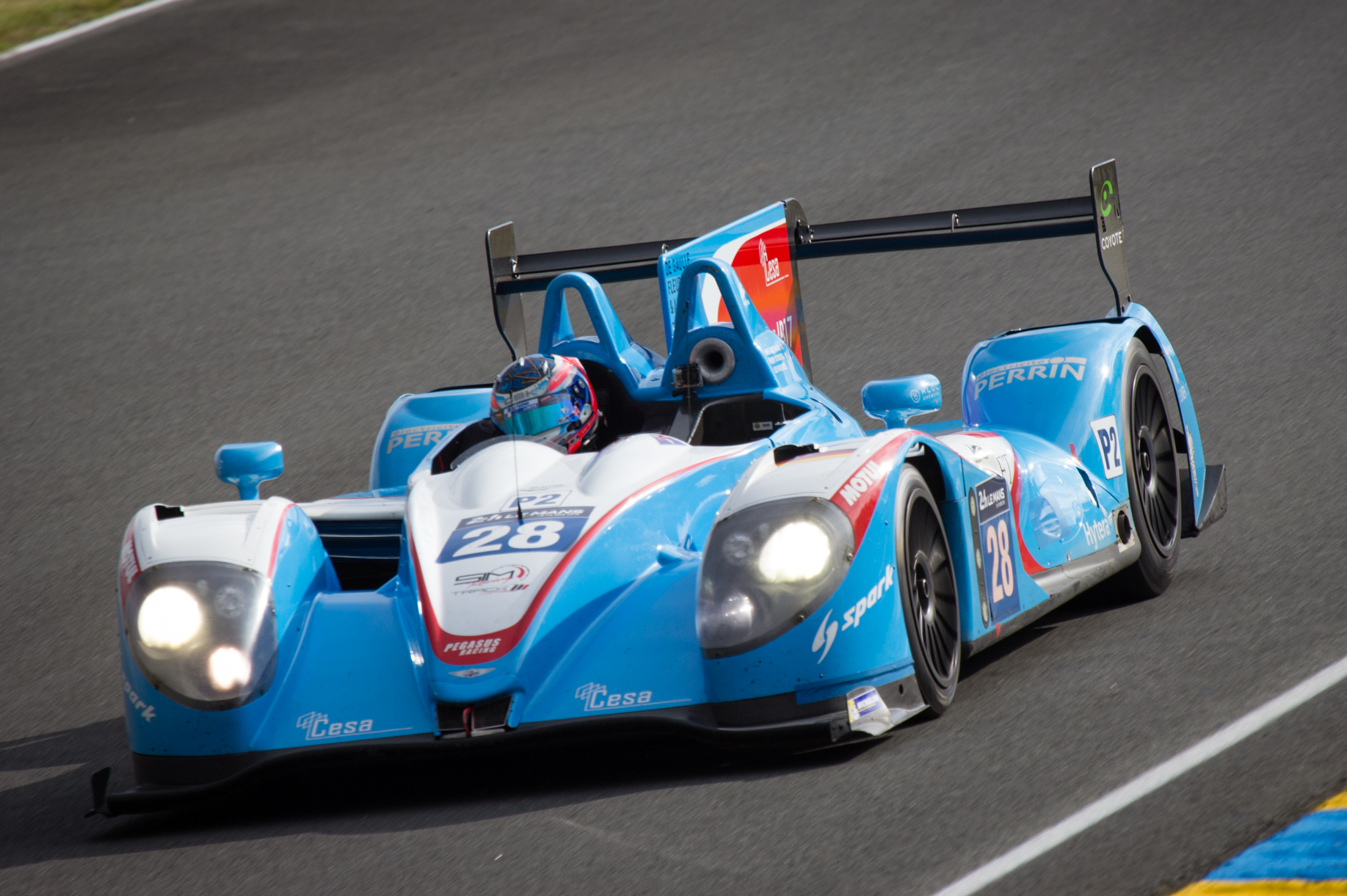
Автомобиль с закрытыми колёсами и открытым кокпитом (прототип Ле-Мана).
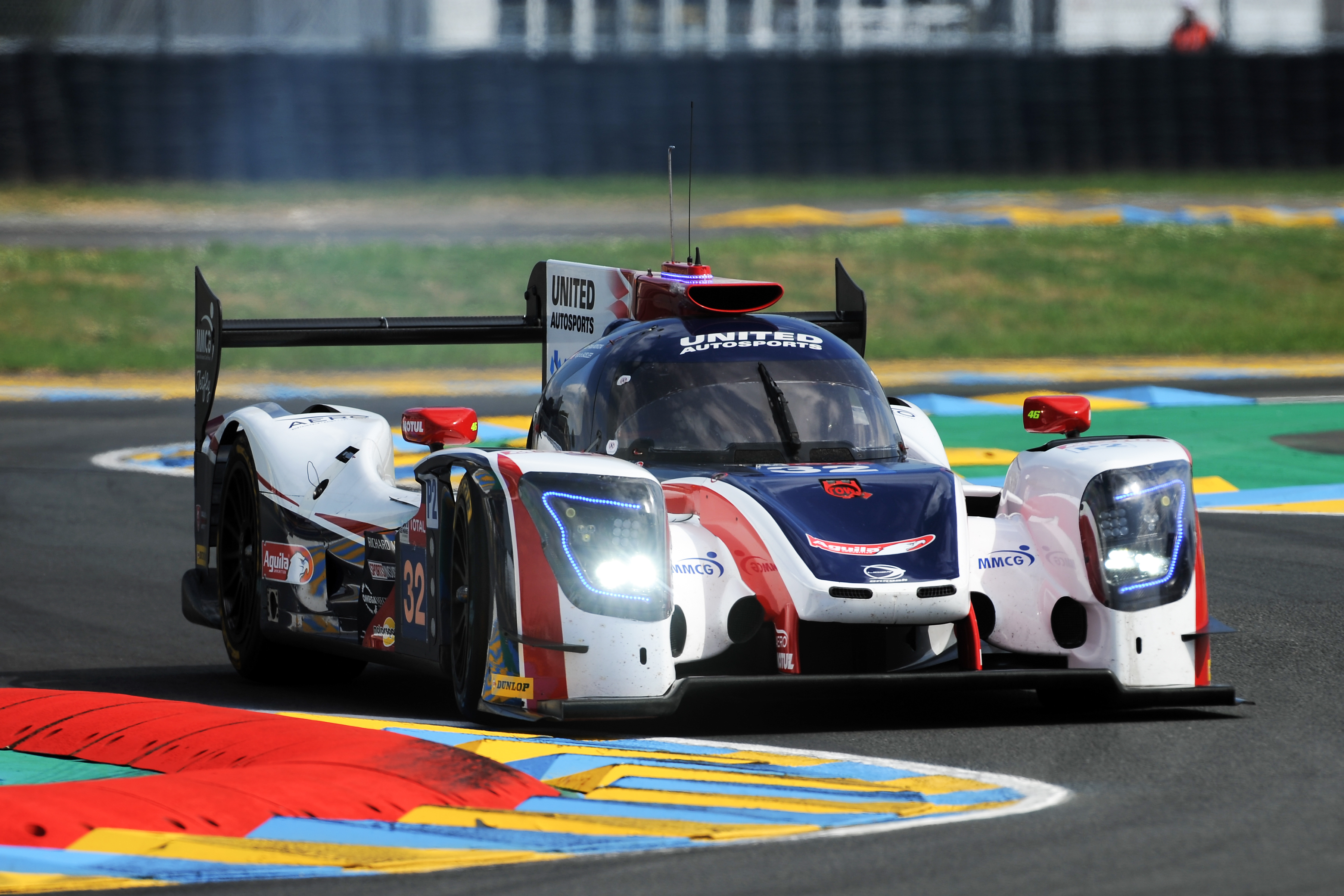
Автомобиль с закрытыми колёсами и закрытым кокпитом (прототип Ле-Мана).
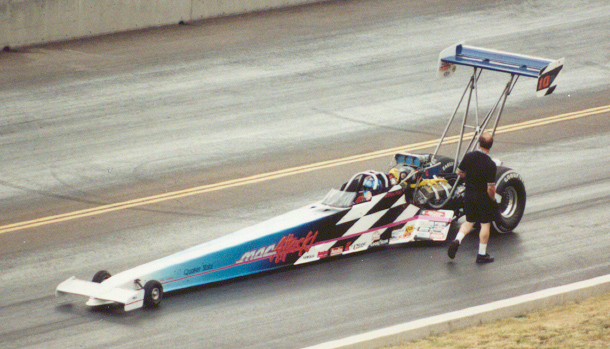
Автомобиль для гонок на ускорение с места (драгстер).
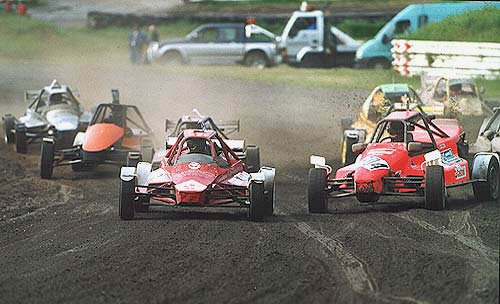
Автомобили-багги для автокросса.